# Castelletto Uzzone
Castelletto Uzzone (en français Castellet Usson) est une commune de la province de Coni dans le Piémont en Italie.

## Administration
| Période                                  | Période  | Identité           | Étiquette | Qualité |
| ---------------------------------------- | -------- | ------------------ | --------- | ------- |
| 14 juin 2004                             | En cours | Annamaria Molinari |           |         |
| Les données manquantes sont à compléter. |          |                    |           |         |

### Hameaux
Scaletta Uzzone, San Michele

### Communes limitrophes
Dego, Gottasecca, Levice, Pezzolo Valle Uzzone, Piana Crixia, Prunetto